# 島崎 (熊本市)
島崎（しまさき）は、熊本県熊本市の地名。
島崎一丁目から島崎七丁目までが設置されており、島崎一丁目は全域が中央区、島崎二丁目から島崎七丁目は西区になっている。2024年9月1日時点の人口は10,998人、世帯数は5,721世帯。島崎一丁目、島崎二丁目は全域、島崎三丁目から島崎七丁目は一部で住居表示を実施している。郵便番号は全域共通で860-0073。

## 地理
島崎は、熊本市の西部に位置する住宅街である。北で花園、北東で段山本町、東で新町、南で横手、戸坂町、南西で谷尾崎町、西で河内町岳と接する。

## 歴史

### 沿革
- 1974年（昭和49年）10月1日 - 熊本市第十次住居表示により、島崎町大字島崎の全域と同町大字宮内、横手町、花園町、高麗門町のそれぞれ一部から新設[3]。
- 2012年（平成24年）4月1日 - 熊本市の政令都市移行に伴い、所属が島崎一丁目が中央区に、島崎二丁目から島崎七丁目が西区になる。
- 2025年（令和7年）8月11日 - 集中豪雨により井芹川が氾濫[4]。

## 世帯数と人口
2025年（令和7年）5月1日現在の世帯数と人口は以下の通りとなる。
| 丁目       | 世帯  | 人口   |
| 島崎一丁目 | 1,283 | 2,383  |
| 島崎二丁目 | 1,392 | 2,567  |
| 島崎三丁目 | 535   | 1,109  |
| 島崎四丁目 | 416   | 911    |
| 島崎五丁目 | 832   | 1,711  |
| 島崎六丁目 | 702   | 1,210  |
| 島崎七丁目 | 561   | 1,107  |
| 計         | 5,721 | 10,998 |

## 小・中学校の学区
市立小・中学校に通う場合、学区は以下の通りとなる。
| 番地                   | 小学校             | 中学校             |
| ---------------------- | ------------------ | ------------------ |
| 島崎一丁目             | 熊本市立一新小学校 | 熊本市立西山中学校 |
| 島崎二丁目- 島崎七丁目 | 熊本市立城西小学校 | 熊本市立西山中学校 |
| 島崎六丁目（一部）     | 熊本市立花園小学校 | 熊本市立井芹中学校 |

## 教育機関
- 熊本市立千原台高等学校
- 熊本市立西山中学校
- 熊本市立城西小学校

## 施設
- 島田美術館
- 慈恵病院
- 三賢堂
- 釣耕園
- 石神山公園

## 交通

### バス
- 産交バス（U4-2・3）・熊本都市バス（U4-1・G3-1・2） - 西山中学校前・筒口
- 熊本都市バス（U4-1・G3-1・2） - 城西校前・城西校北
- 熊本都市バス（W1-1・W2-1・H1-1） - 日向崎・慈恵病院前・三軒屋・三賢堂前・岳林寺・南荒尾・島崎七丁目・荒尾橋・西荒尾・東荒尾・荒尾団地前・団子原・栗山・小山田（市道）